# Institut de droit comparé de Paris
Das Institut de droit comparé de Paris (Abkürzung IDC, dt. „Institut für Vergleichende Rechtswissenschaft Paris“) ist eine öffentliche Institution für Vergleichende Rechtswissenschaft, die 1931 von Henri Capitant und Henri Lévy-Ullmann begründet wurde. Es gehört gegenwärtig zur Universität Panthéon-Assas.

## Bibliothek
Die Bibliothek des Instituts, gegründet 1951, umfasst zurzeit (2013) rund 80.000 Bände, abonniert sind 250 Fachzeitschriften. Gesammelt werden französische und internationale Literatur zur vergleichenden Rechtswissenschaft, Dissertationen, juristische Speziallexika, internationale Gesetzestexte und Dokumente zum Europarecht. Die Bibliothek gilt als die umfassendste Spezialbibliothek Frankreichs für dieses Rechtsgebiet.

## Absolventen, Fellows, Professoren
- Boris Mirkin-Getzewitsch, Professor;[2] russischer Jurist und Verfassungsrechtler